# Gotteslob

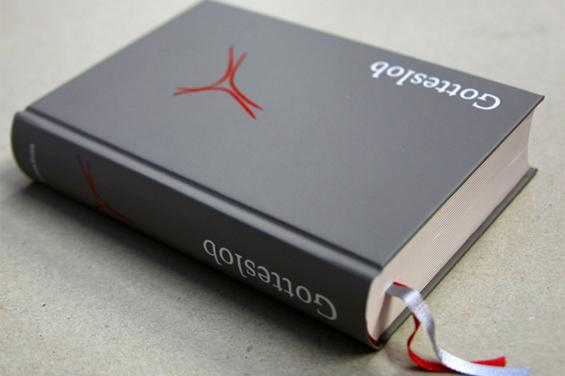
Gotteslob 2013

Gotteslob is, naast het Graduale Romanum, de officiële zang- en gebedenbundel voor liturgisch gebruik in de katholieke bisdommen in Duitsland, Oostenrijk en Zuid-Tirol. De huidige editie is op de eerste Adventszondag, 1 december 2013, ingevoerd ter vervanging van het in 1975 geïntroduceerde boek dat ook Gotteslob heette.
Het boek wordt uitgegeven door de bisdommen van Duitsland en van Oostenrijk en door het bisdom Bozen-Brixen. Het boek wordt tevens in het aartsbisdom Luxemburg en in het Belgische bisdom Lüttich voor de Duitstalige gemeenten gebruikt, echter niet in Liechtenstein en Zwitserland.
Het boek bestaat uit twee delen. Het eerste deel is het zogenaamde stamdeel, dat voor alle bisdommen gelijk is. Het tweede stamdeel bevat de volgende drie hoofddelen:
- Geestelijke impulsen voor het dagelijks leven

Omdat Gotteslob niet alleen voor de in de kerk maar ook voor gebruik binnenshuis bedoeld is, vindt men hier ook gebeden voor huiselijk gebruik.
- Psalmen, Gezangen en Litanieën
- Godsdienstig vieren

Naast het stamdeel bevat Gotteslob een regionaal deel dat per bisdom of regio kan verschillen. In dit deel kan dus ook aandacht besteed worden aan regionale tradities en gewoonten. Niet elk bisdom heeft een eigen deel samengesteld; sommige bisdommen werken hierin samen.